# Stelletta grubioides
Stelletta grubioides är en svampdjursart som beskrevs av Burton 1926. Stelletta grubioides ingår i släktet Stelletta och familjen Ancorinidae. Inga underarter finns listade i Catalogue of Life.